# The Paul Butterfield Blues Band
The Paul Butterfield Blues Band (Пол Баттерфилд Блюз Бэнд) — американская блюзовая группа во главе с певцом и исполнителем на губной гармонике Полом Баттерфилдом. Была основана в начале 1960-х годов.
В 1964 году группу заметил продюсер Пол Ротшильд и быстро организовал им контракт с лейблом Elektra Records. Незадолго до того, как группа начала записывать свой первый альбом, к ней присоединился гитарист-виртуоз Майк Блумфилд. Этот дебютный альбом, одноимённый с самой группой — The Paul Butterfield Blues Band, — вышел на Electra Records ближе к концу 1965 года.
В 2015 году группа The Paul Butterfield Blues Band была включена в Зал славы рок-н-ролла.

## Дискография
- См «Paul Butterfield § Discography» в английском разделе.
(Все альбомы в списке, про которые не указано иначе, выпущены под именем The Paul Butterfield Blues Band.)